# Blinding Lights
«Blinding Lights» (с англ. — «Ослепляющие огни») — песня, записанная канадским певцом The Weeknd для его четвёртого студийного альбома After Hours. Была выпущена как второй сингл с альбома 29 ноября 2019 года спустя два дня после выпуска лид-сингла «Heartless». Песня написана и спродюсирована самим The Weeknd при участии Макса Мартина и Оскара Холтера, соавторами песни также значатся рэпер Belly и Джейсон Куинвилль.
«Blinding Lights» достигла первого места в чартах более тридцати стран мира, включая США и Канаду, где она стала пятым чарттоппером в Billboard Hot 100 и Canadian Hot 100, возглавив их на четыре и семь недель, соответственно. Она также стала первым синглом певца, достигшим вершины хит-парада Германии и продержалась там 10 недель, в Великобритании — восемь недель, в Австралии — одиннадцать недель. Это самый успешный сингл исполнителя в мире на этот день.
Благодаря этой песне The Weeknd стал первым музыкантом в истории, которому удалось одновременно лидировать в пяти основных чартах Billboard в издании 30 марта, когда он был на первом месте в Hot 100, Billboard 200, Artist 100, Hot 100 Songwriters и в Hot 100 Producers.
В США песня стала лучшей по итогам 2020 года. Сингл пробыл рекордные 90 недель в Топ-10 Hot 100. 23 ноября 2021 года сингл возглавил список лучших хитов всех времён Greatest Hot 100 Hit of All Time журнала Billboard.

## История
После пяти месяцев отсутствия в социальных сетях певец вернулся в Instagram 20 ноября 2019 года и опубликовал сообщение через шесть дней, 26 ноября 2019 года. Ещё в июне 2019 года он объявлял о проекте под названием Chapter VI. 24 ноября 2019 года по немецкому телевидению впервые был показан рекламный ролик Mercedes-Benz с клипом «Blinding Lights». На нём видно, как The Weeknd управляет спорткаром Mercedes-AMG GT C Roadster, и просит аудиосистему воспроизвести его новую песню. Премьера полнометражного рекламного ролика состоялась 29 ноября вместе с синглом. В последующие дни он сообщил в социальных сетях о своём возвращении к музыке с надписями «старт начинается завтра вечером» и «Сегодня вечером мы начинаем новую „психотическую главу“, плавящую мозг! Поехали!».
Официальное лирик-видео было выпущено 6 декабря. Официальное музыкальное видео было снято на Фримонт-стрит в Лас-Вегасе.
6 декабря 2019 года певец впервые исполнил песню вживую на шоу «Позднее шоу со Стивеном Кольбером».
В апреле 2020 года The Weeknd, в то время когда «Blinding Lights» был на вершине чарта Великобритании, через Twitter попросил британцев поддержать конкурента — благотворительный сингл «You’ll Never Walk Alone» 99-летнего ветерана Тома Мур и «сделать его номером один» на его 100-й день рождения к 30 апреля, что в итоге и произошло.

## Отзывы
«Blinding Lights» получила положительные отзывы и всеобщее признание критиков. Журнал Billboard назвал её одной из лучших песен 2020 года и Consequence of Sound — лучшей песней 2020 года; первый подчеркнул её ностальгическую привлекательность, а второй похвалил «мелодичную романтику, натянутую поверх риффа блокбастера». Журнал Variety назвал «Blinding Lights» лучшей записью года, «она бесспорно является одной из знаковых песен 2020 года. В произведении есть кристально чистый синтезаторный хук прямо из 1985 года. Запись стала символом силы и победы над невзгодами». «Blinding Lights» была названа изданием Stereogum одной из лучших песен 2019 года, а редактор Крис ДеВиль похвалил эстетику и атмосферу 80-х, сказав, что «80-е никогда не умрут — или, по крайней мере, гламурный неон 80-х, наше коллективное воображение».

### Итоговые списки
Замечание: * — означает включение в список без указания места
| Публикация           | Список                                         | Ранг | Ссылка |
| -------------------- | ---------------------------------------------- | ---- | ------ |
| Amazon Music         | Best Songs of 2020                             | 3    | [ 36 ] |
| Apple Music          | The 100 Best Songs of 2020                     | *    | [ 37 ] |
| Atwood               | Anthony Kozlowski’s Best Songs of 2020         | 8    | [ 38 ] |
| BBC News             | The 7 Best Songs of 2020                       | *    | [ 39 ] |
| Billboard            | The 100 Best Songs of 2020                     | 2    | [ 40 ] |
| Billboard            | The 30 Best Pop Songs of 2020                  | *    | [ 41 ] |
| BuzzFeed             | The Best Songs of 2020                         | *    | [ 42 ] |
| The Citizen          | The Best Songs of 2020                         | *    | [ 43 ] |
| Consequence of Sound | The Top 50 Songs of 2020                       | 1    | [ 44 ] |
| The Diamondback      | 20 Favorite Songs of 2020                      | 5    | [ 45 ] |
| Entertainment.ie     | The 10 Best Songs of 2020                      | 7    | [ 46 ] |
| The Fader            | The 100 Best Songs of 2020                     | 26   | [ 47 ] |
| Flood                | The Best Songs of 2020                         | 1    | [ 48 ] |
| The Forty-Five       | The 45 Best Songs of 2020                      | 6    | [ 49 ] |
| Gaffa                | The 20 Best Songs of 2020                      | 1    | [ 50 ] |
| Glamour              | The 63 Best Songs of 2020                      | *    | [ 51 ] |
| The Guardian         | The 20 Best Songs of 2020                      | 6    | [ 52 ] |
| The Houston Press    | The Top 20 Songs of 2020                       | 3    | [ 53 ] |
| IZM                  | The 10 Best Songs of 2020                      | *    | [ 54 ] |
| Los Angeles Times    | The 50 Best Songs of 2020                      | *    | [ 55 ] |
| New Straits Times    | The 4 Best Songs of 2020                       | *    | [ 56 ] |
| The New York Times   | Lindsay Zoladz’s Best Songs of 2020            | 7    | [ 57 ] |
| Our Culture Mag      | The 25 Best Songs of 2020                      | 3    | [ 58 ] |
| Pinkvilla            | The 10 Best Songs of 2020                      | *    | [ 59 ] |
| Pitchfork            | The 100 Best Songs of 2020                     | 23   | [ 60 ] |
| Refinery29           | The 29 Best Songs of the Year                  | *    | [ 61 ] |
| Rolling Stone        | The 50 Best Songs of 2020                      | 4    | [ 3 ]  |
| Slate                | Chris Molanphy’s Best Songs of 2020            | 6    | [ 62 ] |
| Spin                 | The 30 Best Songs of 2020                      | 6    | [ 63 ] |
| Spotify              | The Best Pop Songs of 2020                     | 1    | [ 64 ] |
| Stereogum            | The Top 40 Pop Songs of 2019                   | 32   | [ 65 ] |
| Uproxx               | The 50 Best Songs of 2020                      | 37   | [ 66 ] |
| Uproxx               | Music Critics Poll: The Best Songs of The Year | 3    | [ 67 ] |
| USA Today            | The 10 Best Songs of 2020                      | 5    | [ 68 ] |
| Tidal                | Songs of the Year 2020                         | 6    | [ 69 ] |
| Tidal                | Best Pop Songs of 2020                         | 2    | [ 70 ] |
| WatchMojo            | The Top 10 Best Songs of 2020                  | 1    | [ 71 ] |

## Награды и номинации
Несмотря на огромный успех в 2020 году хита «Blinding Lights» и его родительского альбома, Weeknd получил ноль номинаций на 63-й ежегодной премии Грэмми 24 ноября 2020 года. Этот жест вызвал много споров и шокировал критиков и фанатов, и самого Тесфайе. Он ответил через социальные сети, назвав Грэмми «коррумпированной». Возникли предположения, что объявление о его предстоящем 7 февраля 2021 года выступлении на Суперкубке Национальной футбольной лиги, а также путаница в отношении того, следует ли его номинировать как поп или R&B, способствовали пренебрежению во всех категориях, в которых он был представлен. Харви Мейсон, временный президент Национальной академии искусства и науки звукозаписи, ответил на негативную реакцию, сказав:
Мы понимаем, что The Weeknd разочарован тем, что не был номинирован. Я был удивлен и могу посочувствовать тому, что он чувствует. Его музыка в этом году была превосходной, а его вклад в музыкальное сообщество и мир в целом достоин всеобщего восхищения. Мы были взволнованы, когда узнали, что он будет выступать на предстоящем Суперкубке, и нам бы очень хотелось, чтобы он также выступил на сцене Грэмми в предыдущие выходные. К сожалению, с каждым годом номинаций становится меньше, чем достойных артистов. Но, будучи единственной музыкальной наградой, за которую голосуют коллеги, мы продолжим признавать и отмечать совершенство в музыке, проливая свет на многих замечательных артистов, составляющих наше глобальное сообщество. Чтобы было ясно, голосование во всех категориях закончилось задолго до того, как было объявлено выступление The Weeknd на Суперкубке, поэтому оно никоим образом не могло повлиять на процесс номинации. Все номинанты на премию Грэмми признаны голосующими за их выдающиеся достижения, и мы их всех поздравляем. 
Позже Weeknd выступил с заявлением, касающимся пренебрежения в январе 2021 года, в котором он сказал, что это было похоже на «атаку», сказав: «Послушайте, мне лично всё равно. У меня есть три ГРЭММИ, которые сейчас для меня ничего не значат, очевидно … Это не похоже на „О, я хочу ГРЭММИ!“. В любом случае, я не умею произносить речи. Забудьте о награждениях».
| Год  | Награда                                | Категория                                                            | Результат | Ссылка |
| ---- | -------------------------------------- | -------------------------------------------------------------------- | --------- | ------ |
| 2020 | American Music Awards                  | Favorite Music Video                                                 | Номинация | [ 76 ] |
| 2020 | American Music Awards                  | Favorite Song — Pop/Rock                                             | Номинация | [ 76 ] |
| 2020 | Camerimage International Film Festival | Best Music Video                                                     | Номинация | [ 77 ] |
| 2020 | Camerimage International Film Festival | Best Cinematography in Music Video                                   | Номинация | [ 77 ] |
| 2020 | Danish Music Awards                    | International Hit of the Year                                        | Победа    | [ 78 ] |
| 2020 | LOS40 Music Awards                     | Best International Song                                              | Номинация | [ 79 ] |
| 2020 | LOS40 Music Awards                     | Best International Video                                             | Победа    | [ 79 ] |
| 2020 | MTV Europe Music Awards                | Best Song                                                            | Номинация | [ 80 ] |
| 2020 | MTV Europe Music Awards                | Best Video                                                           | Номинация | [ 80 ] |
| 2020 | MTV Millennial Awards Brasil           | Global Hit                                                           | Номинация | [ 81 ] |
| 2020 | MTV Video Music Awards                 | Video of the Year                                                    | Победа    | [ 82 ] |
| 2020 | MTV Video Music Awards                 | Best Cinematography                                                  | Номинация | [ 82 ] |
| 2020 | MTV Video Music Awards                 | Best Direction                                                       | Номинация | [ 82 ] |
| 2020 | MTV Video Music Awards                 | Best Editing                                                         | Номинация | [ 82 ] |
| 2020 | MTV Video Music Awards                 | Best R&B                                                             | Победа    | [ 82 ] |
| 2020 | MTV Video Music Awards                 | Song of Summer                                                       | Номинация | [ 82 ] |
| 2020 | MTV Video Music Awards Japan           | Best Male Video — International                                      | Победа    | [ 83 ] |
| 2020 | Nickelodeon Mexico Kids' Choice Awards | Global Hit                                                           | Номинация | [ 84 ] |
| 2020 | NRJ Music Award                        | International Song of the Year                                       | Номинация | [ 85 ] |
| 2020 | NRJ Music Award                        | Video of the Year                                                    | Номинация | [ 85 ] |
| 2020 | E! People’s Choice Awards              | Music Video of the Year                                              | Номинация | [ 86 ] |
| 2020 | Rockbjörnen                            | International Song of the Year                                       | Номинация | [ 87 ] |
| 2020 | UK Music Video Awards                  | Best Pop Video — International                                       | Победа    | [ 88 ] |
| 2020 | UK Music Video Awards                  | Best Cinematography in a Video                                       | Номинация | [ 88 ] |
| 2020 | UK Music Video Awards                  | Best Colour Grading in a Video                                       | Номинация | [ 88 ] |
| 2020 | UK Music Video Awards                  | Best Live Video                                                      | Номинация | [ 88 ] |
| 2020 | Variety's Hitmakers                    | Record of the Year                                                   | Победа    | [ 89 ] |
| 2021 | ASCAP Pop Music Awards                 | Award Winning Songs                                                  | Победа    | [ 90 ] |
| 2021 | Billboard Music Awards                 | Top Hot 100 Song                                                     | Победа    | [ 91 ] |
| 2021 | Billboard Music Awards                 | Top Radio Song                                                       | Победа    | [ 91 ] |
| 2021 | Billboard Music Awards                 | Top R&B Song                                                         | Победа    | [ 91 ] |
| 2021 | Billboard Music Awards                 | Top Selling Song                                                     | Номинация | [ 91 ] |
| 2021 | Billboard Music Awards                 | Top Streaming Song                                                   | Номинация | [ 91 ] |
| 2021 | GAFFA Awards (Denmark)                 | International Hit of the Year                                        | Номинация | [ 92 ] |
| 2021 | GAFFA Awards (Sweden)                  | International Song of the Year                                       | Победа    | [ 93 ] |
| 2021 | iHeartRadio Music Awards               | Song of the Year                                                     | Победа    | [ 94 ] |
| 2021 | iHeartRadio Music Awards               | Titanium Song of the Year                                            | Победа    | [ 94 ] |
| 2021 | iHeartRadio Music Awards               | Best Music Video                                                     | Номинация | [ 94 ] |
| 2021 | iHeartRadio Music Awards               | Best Lyrics                                                          | Номинация | [ 94 ] |
| 2021 | iHeartRadio Music Awards               | TikTok Bop of the Year                                               | Победа    | [ 94 ] |
| 2021 | Juno Awards                            | Single of the Year                                                   | Победа    | [ 95 ] |
| 2021 | Kids' Choice Awards                    | Best Song                                                            | Номинация | [ 96 ] |
| 2021 | SOCAN Awards                           | Pop Music Award                                                      | Победа    | [ 97 ] |
| 2021 | SOCAN Awards                           | International Song Award                                             | Победа    | [ 97 ] |
| 2021 | Swiss Music Awards                     | Best International Hit                                               | Победа    | [ 98 ] |
| 2021 | TEC Awards                             | Outstanding Creative Achievement — Record Production/Single or Track | Номинация | [ 99 ] |

## Коммерческий успех
«Blinding Lights» дебютировал на 11-м месте в Billboard Hot 100 в издании от 14 декабря 2019 года, но упал на 41 место на 52-ю позицию уже во вторую неделю. В свою 12-ю неделю релиза песня стала десятым хитом певца в top-10, впервые войдя в лучшую десятку. 28 марта 2020 года песня поднялась до второго места в чарте. Она также достигла первого места в R&B Songs 7 марта 2020 года, где это уже седьмой чарттоппер певца, что стало рекордом этого чарта, а также продержалась на первом месте рекордные 21 неделю. 30 марта 2020 года песня достигла первого места в основном американском хит-параде Billboard Hot 100, сместив с вершины сингл «The Box» рэпера Roddy Ricch в издании от 4 апреля 2020 года. Сингл сохранил первую позицию и на следующую неделю, став третьим мультинедельным лидером чарта для Weeknd после «The Hills». «Blinding Lights» пробыл четыре недели на вершине чарта Hot 100 и по итогам года занял первое место в Списке лучших песен США 2020 года в США (Billboard Year-End Hot 100).
«Blinding Lights» провёл 57 недель в лучшей десятке Billboard Hot 100 и 43 недели в лучшей пятёрке (top-5), поставив абсолютные рекорды в 62-летней истории этого основного американского хит-парада. Он также за первую половину 2021 года установил новые рекорды по числу недель в топ-20 и топ-40 (71 и 76, соответственно) к 24 июня.
Между тем, «Blinding Lights» повторил рекорд по числу недель в тройке лучших Топ-3 (Hot 100), пробыв там 21 неделю, что равняется показателям синглов «Closer» (Chainsmokers) и «Uptown Funk!» (Марк Ронсон). «Blinding Lights» на момент выпуска чарта 17 июля 2021 года является второй по продолжительности нахождения песней в чарте, пробыв там в общей сложности 83 недели (рекорд у «Radioactive» группы Imagine Dragons, 87 недель, 2012-14). Песня также достигла показателя самого длительного нахождения в чарте среди всех чарттопперов Hot 100 в истории Billboard, превзойдя 68-недельный результат «Party Rock Anthem» (LMFAO, 2011—12). В августе 2021 года трек увеличил рекорд долгожительства в чарте Billboard Hot 100, доведя его до 88 недель, обойдя «Radioactive» Imagine Dragons.
В сентябре этот рекорд был доведён до 90 недель. В цифровом чарте Digital Song Sales, песня достигла первого места 23 марта 2020 года, и стала для Weeknd его пятым чарттоппером. Также 30 марта сингл возглавил стриминговый чарт Streaming Songs, впервые после его хита «The Hills», вышедшего за пять лет до этого. 13 апреля песня возглавила чарт Pop Songs, где оставалась на первом месте шесть недель неподряд. Она также возглавила Radio Songs на 18 недель подряд, поделив рекорд с синглом «Iris» группы Goo Goo Dolls. Позднее она снова вернулась на первое место ещё на две следующие недели. 18 мая песня стала его первым номером один в чарте Adult Pop Songs, возглавляя его 12 недель подряд. «Blinding Lights» также достиг седьмого места в Adult Contemporary.
В марте 2021 года песня «Blinding Lights» увеличила рекорд соул-чарта (48 недель № 1 в Hot R&B Songs; 11 недель № 1 в Hot R&B/Hip-Hop Songs). В ноябре 2020 года песня также поставила рекорд по числу недель (40) в лучшей десятке Top-10 Hot 100 (у прошлого лидера было 39, «Circles» Post Malone, 2019-20) и рекорд радио-чарта Radio Songs (25 недель на № 1).
«Blinding Lights» также стал 23-м синглом номер один в Hot 100 для продюсера Макса Мартина в Hot 100 в качестве автора и 21-м в качестве продюсера и его первым в обоих качествах после песни «Can’t Stop the Feeling!» (Джастин Тимберлейк, 2016). Мартин занимает третье место в качестве автора после Пола Маккартни (32) и Джона Леннона (26) и второе место в качестве продюсера после Джорджа Мартина (23). The Weeknd стал первым музыкантом в истории, которому удалось одновременно лидировать в пяти основных чартах журнала Billboard. В издании от 30 марта 2020 года он был на первом месте в Hot 100, Billboard 200, Artist 100, Hot 100 Songwriters и в Hot 100 Producers. На следующую неделю он возглавлял три из них (Hot 100, Billboard 200, Artist 100) одновременно, это произошло в четвёртый раз в его карьере (первые два раза это произошло в 2015 году). Запущенный в 2014 году чарт Artist 100 и два других главных чарта (альбомный и сингловый) одновременно возглавляли лишь семь других музыкантов. Дрейк это сделал рекордные 14 раз (последний раз это было 11 августа 2018, «In My Feelings»), Тейлор Свифт (семь), Адель (шесть), Ариана Гранде и Эд Ширан (каждый по два раза), Камила Кабельо и Кендрик Ламар (по одному разу).
The Weeknd вышел на третье место по числу недель во главе Billboard Artist 100 (17 недель на № 1) после лидеров чарта: Тейлор Свифт (37 недель) и Дрейк (31 неделя).

## Чарты
| Чарт (2019—2022)                           | Высшая позиция |
| ------------------------------------------ | -------------- |
| Австралия (ARIA)                           | 1              |
| Австрия (Ö3 Austria Top 40)                | 1              |
| Бельгия/Фландрия (Ultratop 50)             | 1              |
| Бельгия/Валлония (Ultratop 50)             | 1              |
| Боливия (Monitor Latino)                   | 1              |
| Бразилия (Top 100 Brasil)                  | 1              |
| Канада (Billboard Canadian Hot 100)        | 1              |
| Канада (Billboard AC)                      | 1              |
| Канада (Billboard CHR/Top 40)              | 1              |
| Канада (Billboard Hot AC)                  | 1              |
| СНГ (TopHit)                               | 2              |
| Хорватия (HRT)                             | 1              |
| Чехия (Rádio — Top 100)                    | 1              |
| Чехия (Singles Digitál Top 100)            | 1              |
| Дания (Tracklisten)                        | 1              |
| Эстония (Eesti Tipp-40)                    | 1              |
| Европа (Billboard Euro Digital Song Sales) | 1              |
| Финляндия (Suomen virallinen lista)        | 1              |
| Франция (SNEP)                             | 1              |
| Германия (GfK)                             | 1              |
| Мир (Billboard Global 200)                 | 2              |
| Греция (IFPI)                              | 1              |
| Венгрия (Dance Top 40)                     | 10             |
| Венгрия (Rádiós Top 40)                    | 1              |
| Венгрия (Single Top 40)                    | 2              |
| Венгрия (Stream Top 40)                    | 1              |
| Исландия (Plötutíðindi)                    | 1              |
| Ирландия (IRMA)                            | 1              |
| Израиль (Media Forest)                     | 1              |
| Италия (FIMI)                              | 1              |
| Япония (Billboard Japan Hot 100)           | 59             |
| Латвия (LAIPA)                             | 1              |
| Литва (AGATA)                              | 1              |
| Малайзия (RIM)                             | 2              |
| Мексика (Mexico Airplay, Billboard)        | 1              |
| Нидерланды (Dutch Top 40)                  | 1              |
| Нидерланды (Single Top 100)                | 1              |
| Новая Зеландия (Recorded Music NZ)         | 1              |
| Норвегия (VG-lista)                        | 1              |
| Польша (Polish Airplay Top 100)            | 1              |
| Португалия (AFP)                           | 1              |
| Россия (TopHit)                            | 2              |
| Шотландия (OCC Scotland)                   | 1              |
| Сингапур (RIAS)                            | 1              |
| Словакия (Rádio — Top 100)                 | 1              |
| Словакия (Singles Digitál Top 100)         | 1              |
| Словения (SloTop50)                        | 1              |
| ЮАР (RISA)                                 | 3              |
| Испания (PROMUSICAE)                       | 5              |
| Швеция (Sverigetopplistan)                 | 1              |
| Швейцария (Schweizer Hitparade)            | 1              |
| Великобритания (OCC UK Singles)            | 1              |
| Великобритания (OCC UK Hip Hop/R&B)        | 1              |
| Украина (TopHit)                           | 5              |
| США (Billboard Hot 100)                    | 1              |
| США (Billboard Adult Contemporary)         | 1              |
| США (Billboard Adult Pop Airplay)          | 1              |
| США (Billboard Dance/Mix Show Airplay)     | 2              |
| США (Billboard Dance Club Songs)           | 44             |
| США (Billboard Hot R&B/Hip-Hop Songs)      | 1              |
| США (Billboard Pop Airplay)                | 1              |
| США (Billboard Rhythmic)                   | 2              |
| США (Rolling Stone Top 100)                | 1              |
| Венесуэла (Anglo, Record Report)           | 1              |
| Венесуэла (Rock, Record Report)            | 1              |

| Чарт (2020)                           | Позиция |
| ------------------------------------- | ------- |
| Argentina Airplay (Monitor Latino)    | 8       |
| Australia (ARIA)                      | 1       |
| Austria (Ö3 Austria Top 40)           | 1       |
| Belgium (Ultratop Flanders)           | 1       |
| Belgium (Ultratop Wallonia)           | 1       |
| Bolivia (Monitor Latino)              | 2       |
| Canada (Canadian Hot 100)             | 2       |
| Chile (Monitor Latino)                | 19      |
| CIS (Tophit)                          | 1       |
| Colombia Airplay (Monitor Latino)     | 84      |
| Costa Rica (Monitor Latino)           | 16      |
| Denmark (Tracklisten)                 | 1       |
| Dominican Republic (Monitor Latino)   | 63      |
| Ecuador (Monitor Latino)              | 23      |
| El Salvador (Monitor Latino)          | 4       |
| France (SNEP)                         | 2       |
| Germany (Official German Charts)      | 1       |
| Global Digital Single (IFPI)          | 1       |
| Guatemala (Monitor Latino)            | 83      |
| Honduras (Monitor Latino)             | 14      |
| Hungary (Dance Top 40)                | 36      |
| Hungary (Rádiós Top 40)               | 5       |
| Hungary (Single Top 40)               | 4       |
| Iceland (Plötutíðindi)                | 1       |
| Ireland (IRMA)                        | 1       |
| Italy (FIMI)                          | 8       |
| Japan Hot Overseas (Billboard)        | 6       |
| Latin America (Monitor Latino)        | 6       |
| Mexico (Monitor Latino)               | 1       |
| Netherlands (Dutch Top 40)            | 1       |
| Netherlands (Single Top 100)          | 1       |
| New Zealand (Recorded Music NZ)       | 2       |
| Nicaragua (Monitor Latino)            | 21      |
| Norway (VG-lista)                     | 2       |
| Panama (Monitor Latino)               | 13      |
| Paraguay (Monitor Latino)             | 43      |
| Peru (Monitor Latino)                 | 31      |
| Poland (ZPAV)                         | 1       |
| Puerto Rico (Monitor Latino)          | 11      |
| Romania (Airplay 100)                 | 22      |
| Russia Airplay (Tophit)               | 1       |
| Slovenia (SloTop50)                   | 1       |
| Spain (PROMUSICAE)                    | 3       |
| Sweden (Sverigetopplistan)            | 2       |
| Switzerland (Schweizer Hitparade)     | 1       |
| Ukraine Airplay (Tophit)              | 8       |
| UK Singles (OCC)                      | 1       |
| Uruguay (Monitor Latino)              | 18      |
| US Billboard Hot 100                  | 1       |
| US Adult Contemporary (Billboard)     | 10      |
| US Adult Top 40 (Billboard)           | 2       |
| US Dance/Mix Show Airplay (Billboard) | 3       |
| US Hot R&B/Hip-Hop Songs (Billboard)  | 1       |
| US Mainstream Top 40 (Billboard)      | 1       |
| US Rhythmic (Billboard)               | 11      |
| Venezuela Airplay (Monitor Latino)    | 71      |

| Чарт (2021)                          | Позиция |
| ------------------------------------ | ------- |
| Australia (ARIA)                     | 16      |
| Austria (Ö3 Austria Top 40)          | 17      |
| Belgium (Ultratop Flanders)          | 28      |
| Canada (Canadian Hot 100)            | 20      |
| CIS (Tophit)                         | 47      |
| Denmark (Tracklisten)                | 13      |
| France (SNEP)                        | 15      |
| Germany (Official German Charts)     | 9       |
| Global 200 (Billboard)               | 3       |
| Hungary (Dance Top 40)               | 73      |
| Hungary (Rádiós Top 40)              | 20      |
| Hungary (Single Top 40)              | 52      |
| Hungary (Stream Top 40)              | 23      |
| Ireland (IRMA)                       | 25      |
| Italy (FIMI)                         | 74      |
| Netherlands (Single Top 100)         | 42      |
| New Zealand (Recorded Music NZ)      | 25      |
| Poland (ZPAV)                        | 83      |
| Russia Airplay (Tophit)              | 85      |
| Spain (PROMUSICAE)                   | 37      |
| Sweden (Sverigetopplistan)           | 19      |
| Switzerland (Schweizer Hitparade)    | 10      |
| UK Singles (OCC)                     | 9       |
| Ukraine Airplay (Tophit)             | 48      |
| US Billboard Hot 100                 | 3       |
| US Adult Contemporary (Billboard)    | 1       |
| US Adult Top 40 (Billboard)          | 7       |
| US Hot R&B/Hip-Hop Songs (Billboard) | 8       |
| US Mainstream Top 40 (Billboard)     | 39      |

| Чарт                    | Позиция |
| ----------------------- | ------- |
| США (Billboard Hot 100) | 1       |

## Сертификации
| Регион | Сертификация     | Продажи       |
| --- | ---------------- | ------------- |
| Австралия (ARIA) | 17× Платиновый   | 1 190 000     |
| Австрия (IFPI Austria) | 3× Платиновый    | 90 000        |
| Бельгия (BEA) | 4× Платиновый    | 160 000       |
| Канада (Music Canada) | Бриллиантовый    | 800 000       |
| Дания (IFPI Danmark) | 6× Платиновый    | 540 000       |
| Франция (SNEP) | Бриллиантовый    | 333 333       |
| Германия (BVMI) | 3× Платиновый    | 1 200 000     |
| Италия (FIMI) | 5× Платиновый    | 500 000       |
| Мексика (AMPROFON) | 3× Платиновый    | 180 000       |
| Новая Зеландия (RMNZ) | 8× Платиновый    | 240 000       |
| Норвегия (IFPI Norway) | 8× Платиновый    | 480 000       |
| Польша (ZPAV) | 2× Бриллиантовый | 500 000       |
| Португалия (AFP) | Бриллиантовый    | 100 000       |
| Испания (PROMUSICAE) | 7× Платиновый    | 280 000       |
| Великобритания (BPI) | 7× Платиновый    | 4 200 000     |
| США (RIAA) | Бриллиантовый    | 10 000 000    |
| Стриминг |                  |               |
| Греция (IFPI Greece) | Бриллиантовый    | 10 000 000    |
| Япония (RIAJ) | Золотой          | 50 000 000    |
| Швеция (GLF) | 11× Платиновый   | 88 000 000    |
| Мир | —                | 5,310,000,000 |
| Данные о продажах + прослушиваниях приведены только на основе сертификации. · Данные только о прослушиваниях приведены на основе сертификации. |                  |               |

### Комментарии
1. ↑  Режиссёр Anton Tammi и продюсерская компания Somesuch также получили награды в номинациях Best Directior и Best Production Company, соответственно, за их работу над видео After Hours[88]